# Студенти (телесеріал)
Студенти - популярний телесеріал, створений в 2005 році телеканалом «РЕН ТВ», від творців Солдатів, що оповідає про пригоди студентів Квакуші і Корольова. Спочатку транслювався на телеканалі «РЕН ТВ», а в травні 2008 року йшов повторний показ на MTV Росія.

## Сюжет
Євген Корольов приїжджає в Москву на поїзді і зустрічає там свого майбутнього товариша - рудого студента першокурсника Володимира Володимировича Квакушу. Крім цього хлопця зі смішним прізвищем, Женя зустрічає Сашу, старосту першокурсників, яка без пам'яті закохується в нього. Однак сам Женя закохується в третьокурсницю Вероніку, у якої хлопець - Антон Сєдих - має великі зв'язки із заступником декана Гусєвим Павлом Іллічем. Що стосується Гусєва, то він ненавидить декана Весновського і всіма силами хоче зайняти його місце. Поведінка Гусєва позначилася не тільки на викладачах та студентах, а й на Євгенові: його один раз вигнали зі студентського гуртожитку. Однак він пам'ятає, що у нього є друг Квакуша, який завжди готовий йому допомогти: вся проблема в тому, що Квакуша майстер робити проблеми, а вирішити їх потім дуже важко.

## Серії
- Перший сезон (48 серій) транслювався на телеканалі РЕН ТВ з 29 серпня по 17 листопада 2005 року.
- Другий сезон (48 серій) транслювався на телеканалі РЕН ТВ з 3 квітня по 24 липня 2006 року.
- Третій сезон, або СТУДЕНТИ-International (36 серій) транслювався на телеканалі РЕН ТВ з 3 по 30 січня 2008 року. Прем'єра була запланована на жовтень 2006 року, але канал відклав показ до січня 2008 року.

## Актори

### В ролі студентів
- Євген Кулаков — Євген Корольов
- Олексій Янін — Антон Сєдих
- Сергій Рудзевич — Володимир Квакуша
- Дарина Лузіна — Вероніка Самохіна
- Юрій Квятковський — Тимошин
- Вадим Утенков — Штик
- Анна Носатова — Таня Савельєва
- Євгенія Волкова — Саша
- Іван Колесников — Тихон Максимов (Макс)
- Катерина Мадалінська — Анжеліка
- Ігор Гаспарян — Емірхан Абдуразаков

### У ролі викладачів
- Юрій Кузнецов - Весновський Юрій Карлович, декан
- Володимир Стержаков - Гусєв Павло Ілліч, його заступник
- Дмитро Мар'янов - Ігор Артем'єв, викладач філософії, друг Весновського
- Вадим Демчог - Шац Адольф Рувимович, викладач математики, на прізвисько Мотя-Гітлер
- Ігор Маричев -  Хомяков Степан Олексійович, проректор
- Ірина Домнінська - Журова, завідувачка радіо, відповідальна по господарству
- Олександра Фатхі - Ольга Аркадіївна
- Сергій Жолобов - Китайгород Ернст Валентинович, декан факультету фінансів
- Іван Рижиков - Володимир Семенович Дем'яненко, фізрук, кличка «Демон»